# La Livinière
La Livinière is een gemeente in het Franse departement Hérault (regio Occitanie) en telt 588 inwoners (1999). De plaats maakt deel uit van het arrondissement Béziers.

## Geografie
De oppervlakte van La Livinière bedraagt 31,6 km2, de bevolkingsdichtheid is 18,6 inwoners per km2.
De onderstaande kaart toont de ligging van La Livinière met de belangrijkste infrastructuur en aangrenzende gemeenten.

## Demografie
Onderstaande figuur toont het verloop van het inwonertal (bron: INSEE-tellingen).